# Synema quadrimaculatum
Synema quadrimaculatum es una especie de araña cangrejo del género Synema, familia Thomisidae, orden Araneae.

## Distribución
Esta especie se encuentra en Senegal.

## Taxonomía
Fue descrita por Roewer en 1961.
Tratamiento taxonómico
La especie aparece registrada y publicada en Opilioniden und Araneen, In Le Parc National de Niokolo-Koba, 2. Mémoires de l’Institut Français d’Afrique Noire 62: 33–81.